# Бук (Наровлянский район)
Бук (бел. Бук) — упразднённая деревня в Кировском сельсовете Наровлянского района Гомельской области Беларуси.
В связи с радиационным загрязнением после катастрофы на Чернобыльской АЭС жители (95 семей) переселены в 1986 году в чистые места.

## География

### Расположение
В 43 км на юго-запад от Наровли, 68 км от железнодорожной станции Ельск (на линии Калинковичи — Овруч), 221 км от Гомеля, 1 км от границы с Украиной.

### Гидрография
На реке Медведок (приток реки Радча).

## Транспортная сеть
Транспортные связи по просёлочной и дальше по автодороге Киров — Наровля. Планировка состоит из криволинейной, почти меридиональной улицы, к которой с запада присоединяются короткая улица и 3 переулка. Застройка двусторонняя, неплотная, жилые дома деревянные, усадебного типа.

## История
По письменным источникам известна с XIX века как деревня в Дерновичской волости Речицкого уезда Минской губернии. В 1930 году организован колхоз «Новый Бук». Во время Великой Отечественной войны на фронтах и в партизанской борьбе погибли 52 жителя деревень Бук и Дятлик, в память о погибших в 1967 году в центре деревни установлен обелиск. Согласно переписи 1959 года входила в состав совхоза «Кировский» (центр — деревня Киров).
До 26 марта 1987 года деревня входила в состав Красновского сельсовета.

## Население

### Численность
- 1986 год — жители (95 семей) переселены.

### Динамика
- 1897 год — 33 двора, 170 жителей (согласно переписи).
- 1908 год — 42 двора, 249 жителей.
- 1959 год — 486 жителей (согласно переписи).
- 1986 год — жители (95 семей) переселены.